# Papaver postii
Papaver postii är en vallmoväxtart som beskrevs av Friedrich Karl Georg Fedde. Papaver postii ingår i släktet vallmor, och familjen vallmoväxter. Inga underarter finns listade i Catalogue of Life.